# Hans Borrebach
Henri Carl Johan Elisa (Hans) Borrebach (Den Haag, 5 mei 1903 - Den Haag, 15 februari 1991) was een Nederlands fotograaf, illustrator, schrijver, standbouwer, modetekenaar, modeschrijver, kunstschilder, cartoonist, striptekenaar en boekbandontwerper.

## Levensloop
Borrebach studeerde bouwkunde aan de Koninklijke Academie van Beeldende Kunsten. Hiernaast gaf hij les aan de tekenacademie. In de jaren twintig was hij reclametekenaar. Hij ontwierp tientallen boekbanden, meest voor kinder- en meisjesboeken, maar ook voor de detectiveromans van Ivans maakte hij een zestal omslagen waaronder Waldfriede. Verder illustreerde hij verhalen en rubrieken in tijdschriften. Van 1931 tot 1939 maakte hij modetekeningen voor de Haagse Post. Tijdens de Tweede Wereldoorlog zou hij volgens onderzoeker Gerard Groeneveld het affiche voor de antisemitische film De Eeuwige Jood hebben gemaakt dat volgens een toentertijd door het Departement van Volksvoorlichting en Kunsten ingehuurd enquêtebureau zijn doel voorbij schoot. Groenevelds claim uit 1999 is echter niet overtuigend bewezen.
Vanaf 1946 tekende Borrebach De Avonturen van Swippie de Zeeman, een strip voor kinderen, en vanaf 1948 de sciencefictionstrip Frank Moore, geïnspireerd op Flash Gordon. De strip bevatte SM-elementen. Als gevolg van de weerzin die destijds tegen strips bestond, verschenen van Frank Moore slechts twee delen. Eind jaren veertig legde Borrebach zich toe op het illustreren van (voornamelijk) meisjesboeken. Voor de oorlog was hij al begonnen dergelijke boeken ook zelf te schrijven. Borrebach illustreerde onder meer de Joop ter Heul boeken van Cissy van Marxveldt, de Anne-Marie serie van Betty van der Plaats, de Wil boeken van Willy Pétillon en de De olijke tweeling-serie van Arja Peters en was later een van de illustratoren van de verhalen van Swiebertje.
Merkwaardig is zijn stijlbreuk voor en na de Tweede Wereldoorlog. Het verschil in zijn tekeningen is zelfs zo groot, dat het gerucht de ronde deed dat de Borrebach-illustraties van na de oorlog zouden zijn gemaakt door ene Henk Borrebach, een mystificatie die vermoedelijk door Borrebach zelf in de hand is gewerkt. De feitelijke reden voor zijn nieuwe tekentechniek was zijn oriëntatie op een uit Amerika overgewaaide reclamestijl.
Borrebach was aanhanger en propagandist van het nudisme. In de jaren 1970 werkte hij aan een stripboek, Het meisjesinternaat, een erotisch verhaal dat werd uitgegeven door Sombrero. Het vervolg, Juffrouw Claudia, is nooit verschenen. Borrebach was daarnaast actief als fotograaf en bezat een grote fotostudio aan de Scheveningseweg in Den Haag. Hij schreef een groot aantal hobbyboeken over fotograferen. Zijn project voor een omvangrijke seksencyclopedie kwam nooit van de grond.
Borrebach was tweemaal gehuwd en woonde aan de Frankenslag in het Statenkwartier. In het tuinhuisje verbleef enige tijd de schrijfster Helga Ruebsamen. Hij overleed in 1991 op 87-jarige leeftijd te Den Haag.